# Bendir

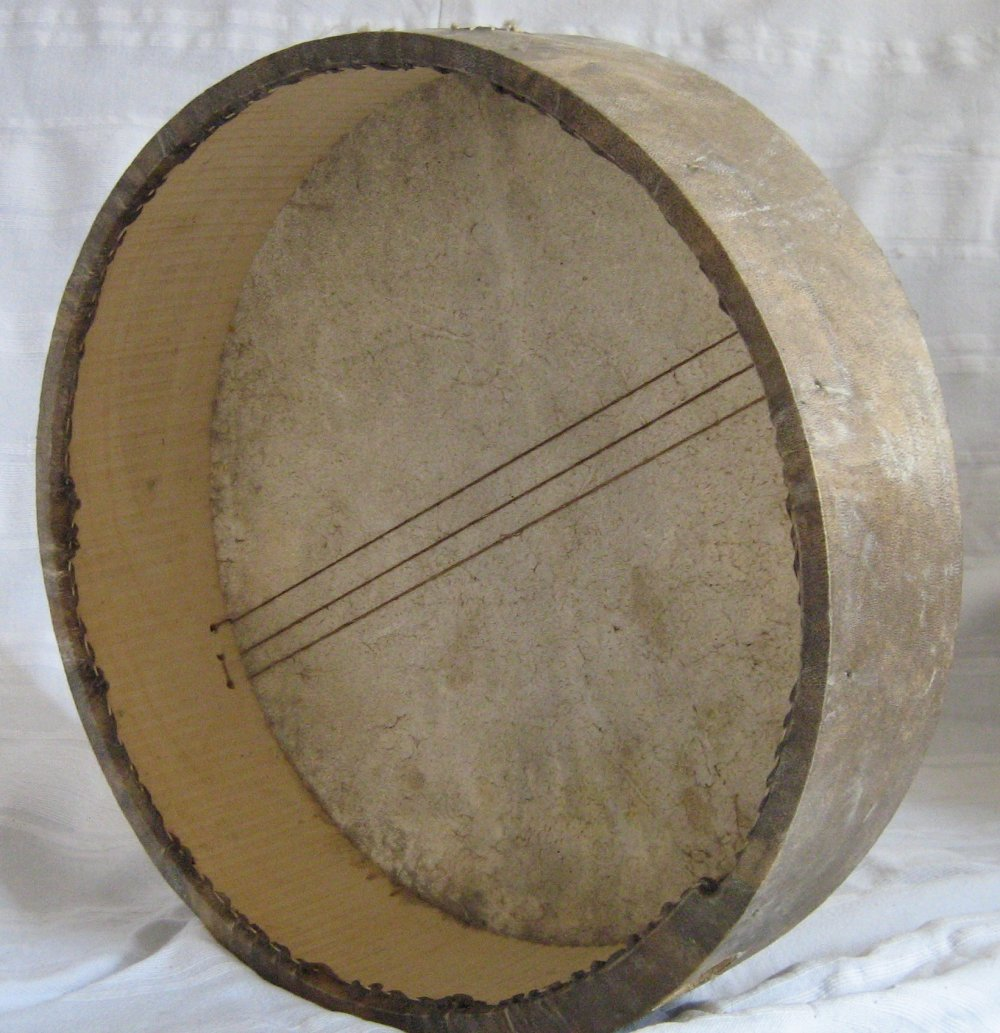
Bendir.

Bendir é um membranofone com origem no Norte de África, mais propriamente em Marrocos. É uma espécie de tamborim, com cordas ou elásticos esticados no interior junto à pele.
O bendir é um instrumento pertencente à família dos membranofones, cujo som é produzido pela vibração de uma pele esticada ou de uma membrana, por isso o nome membranofones. É dito que o bendir tem a sua origem do Norte de África, mais concretamente em Marrocos. O bendir é uma espécie de tamborim, porque tem cordas esticadas ou elásticos no interior, junto à pele.